# Beastmaster
O Príncipe Guerreiro(The Beastmaster) é um filme de fantasia de 1982 dirigido por Don Coscarelli e estrelado por Marc Singer, Tanya Roberts, John Amos e Rip Torn.
O filme foi comercializado com o slogan "Nascido com a coragem de uma águia, a força de um tigre negro, e o poder de um deus".

## Resumo
No reino de Aruk, o sumo sacerdote Maax [May-aks] (Rip Torn) é recebe uma profecia através de suas bruxas, de que ele iria morrer em frente ao filho do rei Zed (Rod Loomis). Maax planeja assassinar seu filho como um sacrifício ao deus do reino Ar, Zed exila Maax e seus seguidores da cidade. No entanto, Maax envia uma de suas bruxas para transferir o feto do ventre da rainha de Zed (Vanna Bonta) para nascer em uma vaca. Após seu nascimento a bruxa marca a criança com a marca de Ar, mas a bruxa é morta por um aldeão que leva a criança sob seus cuidados e cuida-o como seu próprio filho. Nomeado Dar enquanto crescia na aldeia, a criança aprende a lutar e é aconselhado por seu "pai" para manter a sua capacidade de se comunicar telepaticamente com os animais em segredo. Anos mais tarde,  Dar totalmente crescido (Marc Singer) testemunha seu povo ser assassinado pela Jun, uma horda de bárbaros fanáticos aliados de Maax. Dar, o único sobrevivente do ataque, jura vingança e viaja para Aruk para vingar seu povo. Com o tempo, Dar é acompanhado por uma águia que ele nomeou Sharak, um par de furões que ele chama de Kodo e Podo, e um tigre negro a quem ele nomeia Ruh.
Eventualmente, Dar conhece uma garota escrava  ruiva chamada Kiri (Tanya Roberts) antes de perder-se e acabar cercado por um ser estranho, de raça meio-humano que dissolve suas vítimas para se alimentar. Como estas criaturas adoram águias, eles poupam Dar quando ele convoca Sharak e dam-lhe um amuleto que ele deve precisar. Dar logo chega em Aruk onde Maax tinha assumido o controle total do reino com o apoio dos Juns e sujeita as pessoas à testemunhar seus filhos sendo sacrificados. Depois Sharak, a águia salvar o filho de um cidadão chamado Sacco, Dar descobre que Kiri será sacrificado. Em seu caminho para salvá-la, Dar é acompanhado por Zed, seu filho mais novo Tal e seu guarda-costas Seth (John Amos), aprendendo que Kiri é sobrinha de Zed e os três trabalham juntos para salvá-la. Enquanto Seth vai reunir suas forças, Dar ajuda Kiri e Tal a se infiltrarem no templo e salvar Zed, agora sem olhos, e a escapar das Besta guardiãs do templo da morte.
Consumido por vingança, Zed se recusa a ouvir o aviso de Dar contra ordenar um ataque imediato sobre a cidade e rejeita-o como uma aberração. Forçado a sair, Dar mais tarde descobre que seus amigos são capturados e volta para Aruk para salvá-los de serem sacrificados. No conflito que se segue, Maax revela a relação de Dar e Zed antes de cortar sua garganta em frente ao Príncipe guerreiro. Apesar de ter sido esfaqueado, é revivido por sua bruxa restante antes que ela morresse, Maax estava prestes a matar Dar quando Kodo se sacrifica para fazer com que o sumo sacerdote caia nas chamas do sacrifício. Mas a vitória é de curta duração, já que a horda Jun estão se aproximando Auruk, chegando ao anoitecer para enfrentá-los. Dar e as pessoas preparam armadilhas para eles. Tal fica ferido e Dar consegue queimar a maioria dos Juns vivos enquanto derrota seu chefe antes que os homens-pássaros cheguem para consumir os restantes. No dia seguinte, embora Seth soube-se que Dar é o filho primogênito de Zed, explica que Tal seria um melhor rei para Aruk. Dar volta para o meio selvagem com Kiri, Ruh, Sharak e Podo (que deu à luz dois furões) no caminho para novas aventuras.

## Elenco
| Personagens      | Atores e Atrizes |
| ---------------- | ---------------- |
| Dar              | Marc Singer      |
| Kiri             | Tanya Roberts    |
| Maax             | Rip Torn         |
| Seth             | John Amos        |
| Tal              | Josh Milrad      |
| Rei Zed          | Rod Loomis       |
| Rainha de Zed    | Vanna Bonta      |
| Pai de Dar jovem | Ben Hammer       |
| Sacco            | Ralph Strait     |
| Dar jovem        | Billy Hammer     |
| Líder dos Jun    | Tonny Epper      |
| Tils             | Paul Reynolds    |

## Recepção
Este filme de espada e feitiçaria teve uma  bilheteria modesta durante seu lançamento inicial em 1982, arrecadando cerca de US $ 14 milhões de dólares($ 34,4 milhões, valor ajustado), contra um orçamento estimado de 8 milhões de dólares(19,6 milhões, valor ajustado), mas construiu um forte culto seguinte ao longo dos anos. Tendo posteriormente recebido adaptações de série para TV aberta e à cabo de airplay, nomeadamente HBO e TBS e TNT, onde se tornou um dos pilares favoritos da TV. A sua repetição era tão comum que alguns apelidaram a rede TBS de "O canal do Príncipe Guerreiro", e HBO como" Hey, Príncipe guerreiro está passando". O filme tem atualmente uma classificação de 42% no Rotten Tomatoes.
O filme teve duas continuações: O príncipe guerreiro 2: Através do Portal do Tempo (1991), e O príncipe guerreiro III: O olho do mal (1996), seguido por uma série de televisão(1999).